# アンソニー・ゴードン
アンソニー・マイケル・ゴードン（Anthony Michael Gordon , 2001年2月24日 - ）は、イングランド・マージーサイド州リヴァプール出身のサッカー選手。プレミアリーグ・ニューカッスル・ユナイテッドFC所属。イングランド代表。ポジションはMF。

## クラブ経歴

### エヴァートン
11歳の時に地元のエヴァートンFCのユースアカデミーに入団。2017年12月6日のUEFAヨーロッパリーググループリーグ最終戦のアポロン・リマソール戦で、後半43分に交代出場でプロデビュー。以降はユースリーグで経験を積み、2019-20シーズン途中にトップチームに昇格。2020年1月18日のウェストハム・ユナイテッドFC戦でプレミアリーグ初出場。6月21日のリヴァプールFCとのマージーサイド・ダービーでは先発で起用された。同シーズンは終盤にトップチームに定着し、リーグ戦11試合に出場した。シーズン終了後の同年9月1日、クラブとの契約を5年間延長した。

### プレストン・ノースエンドFC
2021年2月1日、EFLチャンピオンシップに所属していたプレストン・ノースエンドFCに2020-21シーズン終了までの契約でレンタル移籍をした。

### ニューカッスル・ユナイテッドFC
2023年1月29日、プレミアリーグのニューカッスル・ユナイテッドFCへ契約年数非公開で移籍した。BBCによると、移籍金は4000万ポンドに加えて出来高で4500万ポンドまで上昇する。2023年5月29日のチェルシー戦でニューカッスルでの初ゴールを記録。
2023-24シーズンからは背番号を加入当初の8番から10番に変更した。このシーズンは、リーグ戦35試合11ゴール、10アシストを記録した。
2024年8月25日、ボーンマス戦で2024-25シーズン初得点を決めた。9月29日、マンチェスター・シティ戦では、ペナルティキックでエデルソンの逆を突くシュートを放ってゴールを挙げ、1-1の引き分けに持ち込んだ。2月5日のEFLカップ準決勝アーセナル戦セカンドレグでこの試合2点目(2戦合計4点目)となるゴールを決めチームの決勝進出に貢献したが、3月2日のFAカップ、ブライトン・アンド・ホーヴ・アルビオン戦では不用意なプレーから一発退場処分を受けた。それによる出場停止期間中に同ポジションのハーヴィー・バーンズが調子を上げたことに加え、自身も調子を落としアーセナル戦以降はゴール関与無くシーズンが終了。最終的なリーグ戦の成績は34試合6ゴール5アシスト。

## 代表経歴
U-18とU-19で代表として活躍し、2020年10月13日にセント・ジョージズ・パークで行われたウェールズ戦(2-0)でU-20イングランド代表デビューを果たした。
2021年11月5日、U-21イングランド代表に初招集された。
2023年6月14日、2023年UEFA U-21欧州選手権のイングランド代表に選出された。
2024年3月、イングランド代表に初招集された。
UEFA EURO 2024のイングランド代表に選出された。

## 特徴
主に左サイドMFや左WBで起用されるが、左サイドバック、右サイド、0トップ（FW）としても起用可能なユーティリティープレイヤーである。守備的な駆け引きを好む守備的WGとされている。初期布陣や名目上のポジションが4-2-2-2の右攻撃的MFの場合でも守備時には5バックになり、ゴードンは実質的に右WBとして縦への推進力や守備のカバー力を発揮する。